# Петя Асенова
Петя Асенова е българска езиковедка, професор в Софийския университет, работеща в основните изследователски области: балканско езикознание, общо езикознание, съпоставително езикознание, етнолингвистика, ономастика и етимология, социолингвистика.

## Биография
Родена е на 9 септември 1941 г. в Бургас. Завършва средно образование в София през 1959 г. През 1964 г. завършва Софийския държавен университет, специалност „Българска филология“, втора специалност „Френска филология“.
През 1965 г. става редовен аспирант в Катедрата по езикознание на Софийския университет с научен ръководител акад. Владимир Георгиев. През 1970 г. защитава дисертация на тема „Принос към въпроса за балканския езиков съюз: общност в употребата на най-характерните граматикализирани предлози в балканските езици“. През 1981 г. става доцент в Софийския университет. През 1991 г. защитава дисертация за доктор на филологическите науки на тема „Балканско езикознание: основни проблеми на Балканския езиков съюз“, която по-късно прераства в самостоятелна монография. През 1994 г. е избрана за професор в Катедрата по общо, индоевропейско и балканско езикознание.
През 1994 г. създава в Софийския университет (Факултет по славянски филологии) за пръв път в България специалността „Балканистика“ – уникална за българското висше образование, ориентирана към изучаването както на езиците от Балканския езиков съюз (български, румънски, гръцки, албански), така и към културата и литературата на народите, населявали Балканския полуостров от Древността до наши дни. Програмата е концептуална и амбициозна, развива разностранни познания в няколко области на хуманитаристиката и като дава възможност на студентите да достигнат до дълбините на балканското духовно пространство.
Проф. Петя Асенова не само разработва и реализира концепцията на новата специалност, но и успява да преодолее всички административни трудности при формирането ѝ като факт в една научна институция. По образец на специалността в Софийския университет, такива специалности се създават и в други български университети – Великотърновски университет „Св. св. Кирил и Методий“, Пловдивски университет „Паисий Хилендарски“, Югозападен университет „Неофит Рилски“.
От 2008 г. е главен редактор на сп. „Съпоставително езикознание“ – първото в света периодично издание, посветено на съпоставителни езиковедски изследвания.
Има над 160 научни публикации в различни области на езикознанието. Научната работа на проф. Асенова винаги е била в съчетание с различни дейности: член на редакционни колегии на престижни издания, участник и лектор в български и международни конференции, член на международни научни комитети, гост лектор в чуждестранни университети (Белгия, Дания, Гърция, Япония, Румъния, Албания), участник в научни проекти и експедиции, ръководител на дипломни работи и докторати.
Превежда за първи път на български заедно с Живко Бояджиев „Курс по обща лингвистика“ на Фердинанд дьо Сосюр.

## Публикации
- Принос към въпроса за балканския езиков съюз: общност в употребата на най-характерните граматикализирани предлози в балканските езици. София, 1970. COBISS.BG-ID – 1260241636. [Дисертация.]
- Балканско езикознание: основни проблеми на Балканския езиков съюз. София, 1990. COBISS.BG-ID – 1252848100. Дисертация.
- Балканско езикознание. Основни проблеми на балканския езиков съюз. София: Наука и изкуство, 1989. Първо издание.
- Балканско езикознание. Основни проблеми на балканския езиков съюз. Велико Търново: Фабер, 2002. Второ издание. ISBN 954-775-086-0
- Избрани статии по балканско езикознание. Добродан: АЛЯ, 2016. ISBN 978-954-8465-96-0